# Francisco de Borja
Francisco de Borja (Xàtiva, 1441 – Reggio Emilia, 4 de novembro de 1511) foi um cardeal espanhol, membro da família Bórgia e o sétimo dos dez cardeais-sobrinhos criados pelo papa Alexandre VI.

## Biografia
Borja também está listado como Francesc de Borja; e seu sobrenome como Borgia. Ele foi chamado de Cardeal de Cosenza. Era cânon no capítulo da catedral de Valência. Depois da eleição de Rodrigo Borja como Papa Alexandre VI no conclave de 1492, Francisco foi para Roma, tornando-se protonotário apostólico, e mais tarde tesoureiro-geral em 20 de setembro de 1493.
Escolhido para bispo de Teano em 19 de agosto de 1495. Não há provas de que tenha sido consagrado. Abade commendatário dos mosteiros de S. Vincenzo, Volturno, e S. Stefano di Sermo, na diocese de Terracina, 19 de agosto de 1495. Promovido à sé metropolitana de Cosenza em 6 de novembro de 1499, mantendo a administração de Teano até 5 de junho de 1508, quando resignou a favor do seu sobrinho com o mesmo nome.

## Cardinalato
Alexandre VI elevou Francisco a cardeal-presbítero no consistório de 28 de setembro de 1500 in pectore; publicado e recebeu o chapéu vermelho em 2 de outubro e recebeu o título de Santa Cecilia três dias depois. Legado em Campagna em 1501; deixou Roma em 22 de junho para tomar posse em nome do papa de Rocca di Papa e de outros territórios e castelos de Colonna. Em 1502, acompanhou Lucrécia Bórgia a Ferrara para o seu casamento com o príncipe Alfonso d'Este. O Papa Alexandre VI nomeou-o tutor do seu filho mais novo, Giovanni Borgia, chamado Infante Romano, a quem o papa acabara de nomear duque de Camerino. Camerlengo do Sagrado Colégio dos Cardeais, janeiro de 1503 a 1504; em 10 de março, emitiu portaria para cobrança de dívidas com o colégio.
Borja participou nos conclaves de setembro de 1503, que elegeu o Papa Pio III, e de outubro de 1503, que elegeu o Papa Júlio II. Optou pelo título de Ss. Nereo ed Achilleo em 11 de agosto de 1506. Tal como outros cardeais, Borja conspirou contra o papa Júlio II, e de Ferrara publicou a sua oposição ao pontífice; em outubro de 1510, foi para Milão via Florença e Pavia; assinou o documento em 16 de março de 1511 convocando o papa para um concílio em Pisa; foi deposto da posição de cardeal e excomungado pelo Papa Júlio II em 24 de outubro de 1511; ele não pôde ir à Pisa e deu plenos poderes aos outros cinco cardeais que convocaram o concílio. Com Francisco foram depostos e excomungados os cardeais Federico di Sanseverino, Bernardino López de Carvajal, Guillaume Briçonnet e René de Prie; estes foram perdoados e reintegrados pelo Papa Leão X em 1513, mas nessa altura o Cardeal Borja já tinha morrido. Cardeal protopresbítero em janeiro de 1511.
Borja morreu em Reggio Emilia, em viagem a Pisa, sem saber que havia sido deposto e excomungado; foi sepultado em Reggio.